# Sovietització

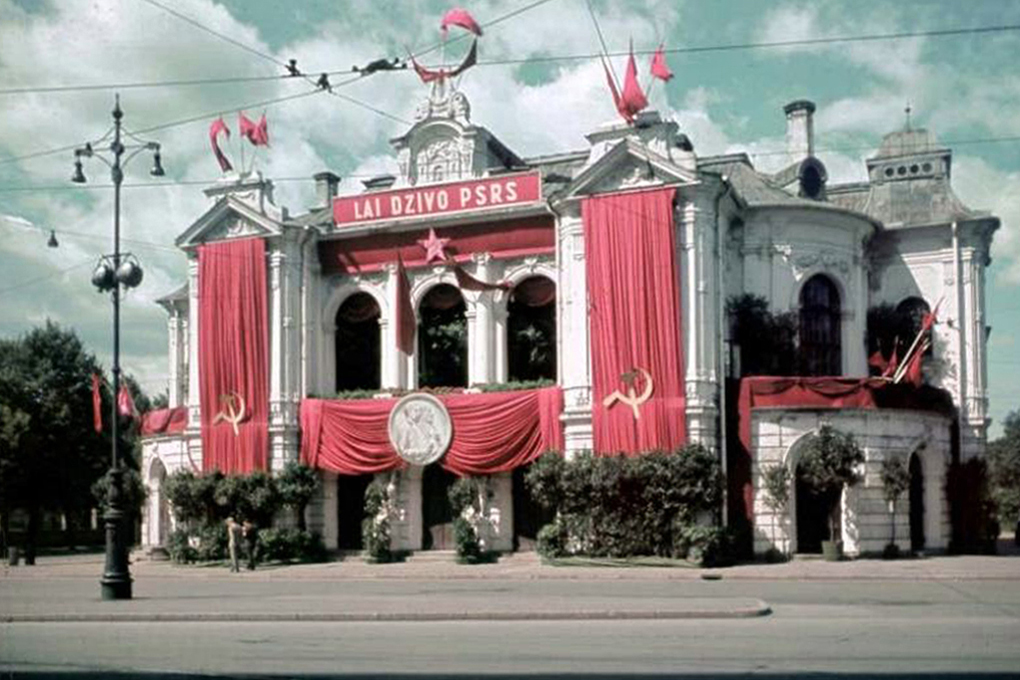
Teatre Nacional de Letònia decorat amb símbols soviètics (martell i falç, estrella vermella, banderes vermelles i un doble retrat de Lenin i Stalin) després de l' ocupació soviètica el 1940. El text de la part superior diu "Visca la URSS!"

La sovietització és el terme que pot ser usat amb dos sentits distints encara que relacionats: 
- l'adopció d'un sistema polític basat en el model dels soviets (consells de treballadors).
- l'adopció d'un estil de vida i mentalitat inspirada en la Unió Soviètica.

El terme va ser un dels nombrosos clixés acabats en «-ció», de fraseologia soviètica, juntament amb la col·lectivització o russificació.
La més important sovietització es va produir durant els anys 1950 als països que serien coneguts com el Bloc de l'Est, a la majoria d'aquests es va portar a terme pacíficament, en ser el poder assolit pels comunistes a través d'eleccions democràtiques.
En un sentit ampli (el primer), això va comprendre l'adopció -a la seva gran majoria de manera involuntària- d'institucions, lleis, costums, moral i estil de vida similars a les que prevalien a la Unió Soviètica, tant a nivell nacional com a les comunitats més petites. Això s'aconseguia amb un partit únic (el Partit Comunista) i es promovia mitjançant l'acció de propaganda que tenia com a objectiu la creació d'un mode de vida únic a tots els països dintre de l'esfera d'influència soviètica, recolzat sempre amb l'ús de la força. En nombrosos casos la sovietització era acompanyada per trasllats o relocalitzacions forçades de grans contingents d'enemics del poble (per exemple, kulaks) a Gulags, o als exilis forçosos.